# Camille Armand de Polignac
Il principe Camille Armand Jules Marie de Polignac (Millemont, 16 febbraio 1832 – Parigi, 15 novembre 1913) è stato un nobile e militare francese, che combatté nell'esercito francese durante la guerra di Crimea. Successivamente divenne maggior generale nell'esercito degli Stati Confederati durante la guerra di secessione americana. Fu l'ultimo maggior generale confederato vivente. Era figlio di Jules de Polignac, primo ministro del re Carlo X di Francia, e nipote della duchessa Gabrielle de Polignac, amica intima e dama di compagnia della regina Maria Antonietta.

## Biografia

### Infanzia e origini familiari
Nacque a Millemont, Seine-et-Oise, Francia, il 16 febbraio 1832 in un'antica famiglia aristocratica francese. Era uno dei figli nati dal secondo matrimonio del principe Jules de Polignac, politico ultrarealista e primo ministro di Carlo X durante la Restaurazione, entrambi esiliati dalla rivoluzione di luglio del 1830, quando Camille Armand aveva solo sei anni. Sua nonna era la famosa duchessa di Polignac, favorita della regina Maria Antonietta d'Asburgo-Lorena prima della rivoluzione francese, e una delle personalità più importanti dell'Ancien Régime, morta in esilio a Vienna nel 1793.

### Carriera militare
Prestò servizio con onore nell'esercito francese durante la guerra di Crimea, sotto l'imperatore Napoleone III. Rassegnate le dimissioni nel 1859, si recò nell'America Centrale per esplorarla e studiarvi la vita delle piante.

#### Guerra di secessione americana
Quando ebbe inizio la guerra di secessione americana offrì i suoi servizi alla Confederazione e fu nominato capo di stato maggiore del generale Pierre Gustave Toutant de Beauregard, con il grado di tenente colonnello di fanteria. Combatté a Shiloh ed a Corinth e fu poi promosso brigadier generale. Il maggior contributo di Polignac allo sforzo confederato fu la vittoria nella campagna del Red River nella primavera del 1864. Il 13 giugno 1864 fu promosso maggior generale. Polignac si recò in Francia nel marzo 1865 per chiedere all'imperatore Napoleone III aiuto per la Confederazione. Prima che si fosse addentrato nel negoziato apprese la resa del generale Lee e decise di ritirarsi nella sua proprietà in Francia. Lì scrisse articoli sulla guerra di secessione e sopravvisse a tutti gli altri maggior generali confederati.

### Morte
Polignac morì a Parigi e fu sepolto in Germania.